# Lamas (Miranda do Corvo)
Lamas es una freguesia portuguesa del concelho de Miranda do Corvo, con 15,83 km² de superficie y 935 habitantes (2001). Su densidad de población es de 59,1 hab/km².